# 吉姆拉
36°34′53″N 5°53′06″E / 36.58139°N 5.88500°E

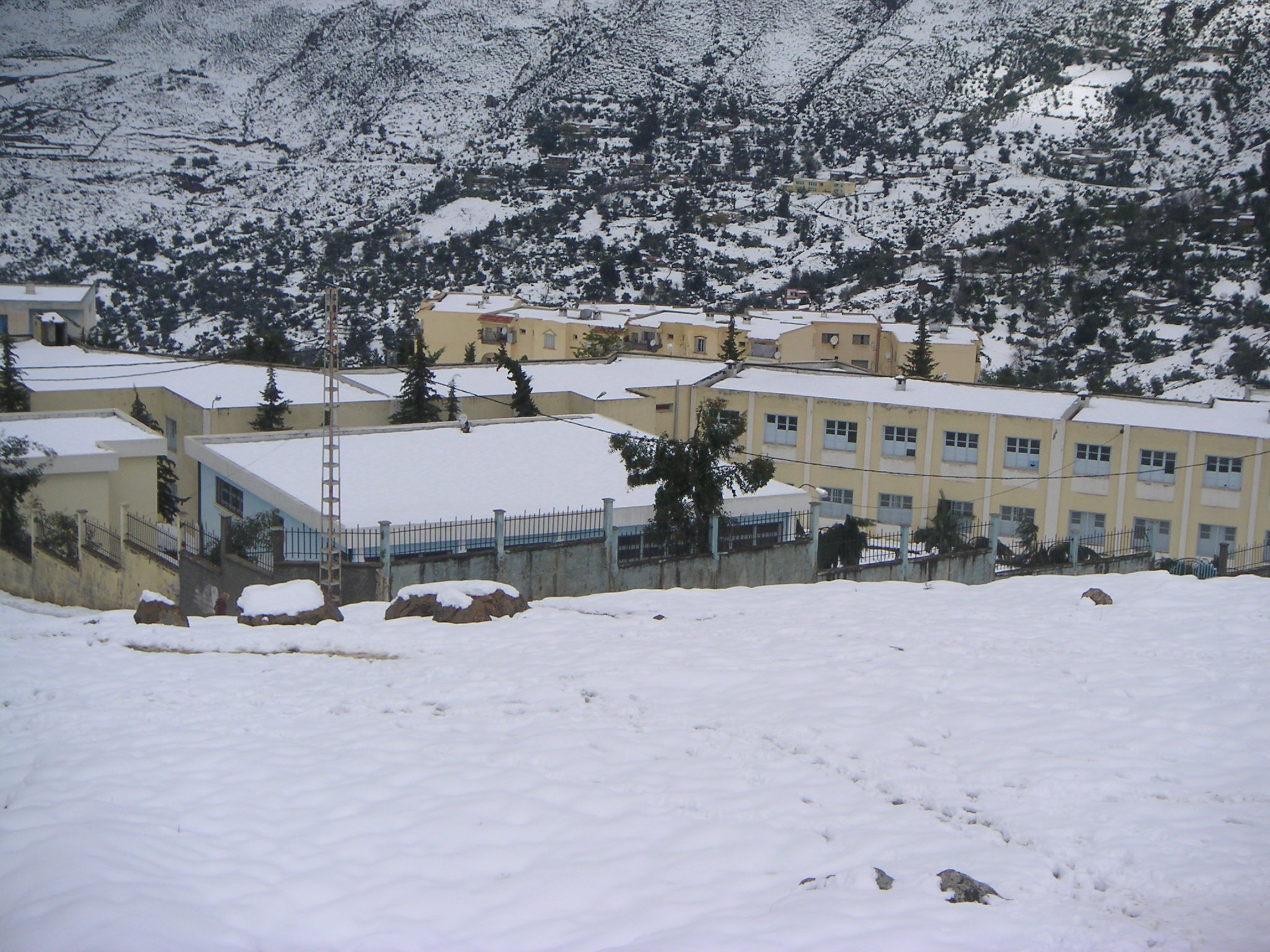

吉姆拉（阿拉伯语：‎），是阿爾及利亞的城鎮，位於該國東北部，由吉傑勒省負責管轄，是吉姆拉區的首府，處於吉傑勒東南面45公里，面積65平方公里，2008年人口17,373，人口密度每平方公里266人。